# Benin City Challenger 1991
Il Benin City Challenger 1991 è stato un torneo di tennis facente parte della categoria ATP Challenger Series nell'ambito dell'ATP Challenger Series 1991. Il torneo si è giocato a Benin City in Nigeria dal 28 gennaio al 3 febbraio 1991 su campi in cemento.

## Vincitori

### Singolare
Ugo Colombini ha battuto in finale  Yahiya Doumbia con il punteggio di 6–4, 3–6, 6–4

### Doppio
Mark Keil /  Scott Patridge hanno battuto in finale  T. J. Middleton /  Ted Scherman con il punteggio di 7–5, 6–7, 7–5